# لانچیا تریکاپا
لانچیا تریکاپا (Lancia Trikappa) خودرویی است که بین سال‌های ۱۹۲۲ تا ۱۹۲۵ توسط شرکت لانچیا تولید شده‌است.
طراحی آن خودروهای موتور جلو-محور عقب بوده وزن آن در حالت طبیعی ۱٬۳۵۰ کیلوگرم (۲٬۹۷۶ پوند) است.
موتور آن ۴۵۹۴ سی‌سی سیستم جعبه‌دندهٔ آن ۴ دنده به صورت دستی است.